# Сгибнев, Григорий Иванович
Григорий Иванович Сгибнев (1920—1982) — Гвардии сержант Советской Армии, участник Великой Отечественной войны, Герой Советского Союза (1943).

## Биография
Григорий Сгибнев родился 7 января 1920 года в селе Нижняя Иреть (ныне — Черемховский район Иркутской области). После окончания семи классов школы и курсов механизаторов работал комбайнёром. В 1939 году Сгибнев был призван на службу в Рабоче-крестьянскую Красную Армию. С 1942 года — на фронтах Великой Отечественной войны.
К июлю 1943 года гвардии сержант Григорий Сгибнев был помощником командира взвода 128-го гвардейского стрелкового полка (44-й гвардейской стрелковой дивизии, 6-го гвардейского стрелкового корпуса, 1-й гвардейской армии, Юго-Западного фронта). Отличился во время освобождения Харьковской области Украинской ССР. Во время боёв в районе города Изюм Сгибнев лично уничтожил 2 немецких солдат и, заняв часть немецкой траншеи, держал оборону до подхода основных сил(при этом был сильно ранен. Рука была повреждена взрывом гранаты, позже ампутирована).
Указом Президиума Верховного Совета СССР от 26 октября 1943 года гвардии сержант Григорий Сгибнев был удостоен высокого звания Героя Советского Союза с вручением ордена Ленина и медали «Золотая Звезда».
В 1947 году Сгибнев был демобилизован. Проживал и работал на родине. В 1961 году становится председателем сельского Совета . Скончался 8 апреля 1982 года.
Был также награждён рядом медалей.